# Sturowszczyzna
Sturowszczyzna (biał. Стураўшчына; ros. Стуровщина) – wieś na Białorusi, w obwodzie witebskim, w rejonie głębockim, w sielsowiecie Koroby.

## Historia
W czasach zaborów w guberni wileńskiej Imperium Rosyjskiego.
W dwudziestoleciu międzywojennym wieś leżała w Polsce, w województwie wileńskim, w powiecie duniłowickim (od 1926 postawskim), w gminie Norzyca, a następnie w gminie Głębokie.
Według Powszechnego Spisu Ludności z 1921 roku zamieszkiwały tu 154 osoby, 153 było wyznania rzymskokatolickiego, a 1 prawosławnego. Jednocześnie 152 mieszkańców zadeklarowało polską przynależność narodową, 1 białoruską, a 1 inną. Były tu 32 budynki mieszkalne. W 1931 w 35 domach zamieszkiwało 170 osób.
Wierni należeli do parafii rzymskokatolickiej w Dzierkowszczyźnie. Miejscowość podlegała pod Sąd Grodzki w Głębokiem i Okręgowy w Wilnie; właściwy urząd pocztowy mieścił się w Głębokiem.
Po agresji ZSRR na Polskę w 1939 roku wieś znalazła się w granicach BSRR. W latach 1941–1944 była pod okupacją niemiecką. Następnie leżała w BSRR. Od 1991 roku w Republice Białorusi.
Do 1958 miejscowość wchodziła w skład sielsowietu Dzierkowszczyzna.